# Victory Korea
Victory Korea è un brano musicale della boy band sudcoreana Super Junior. Il brano è stato realizzato per promuovere la nazionale di calcio della Corea del Sud in occasione dei mondiali di calcio 2010, ed è stato pubblicato come singolo il 20 maggio 2010. Il brano utilizza un campionamento nel ritornello di Sorry, Sorry , precedente successo dei Super Junior.
Benché pubblicato sotto il nome del gruppo Super Junior, al brano hanno effettivamente partecipato soltanto cinque membri Leeteuk, Yesung, Shindong, Sungmin e Eunhyuk, che normalmente fanno parte del sottogruppo Super Junior-Happy. Pertanto Victory Korea può essere considerato un singolo non ufficiale dei Super Junior-Happy.

## Tracce
CD singolo
1. Victory Korea
2. Victory Korea (ost ver.)
3. Victory Korea inst.